# Свайгини
Свайги́ни (бел. Свайгі́ні) — деревня в Сморгонском районе Гродненской области Белоруссии. Входит в состав Вишневского сельсовета.
Расположена в северной части района. Расстояние до районного центра Сморгонь по автодороге — около 37.5 км, до центра сельсовета агрогородка Вишнево по прямой — чуть более 4,5 км. Ближайшие населённые пункты — Замечек, Копаниха, Купля. Площадь занимаемой территории составляет 0,3733 км², протяжённость границ 2890 м.

## История
Деревня отмечена на карте Шуберта (середина XIX века) под названием Свенгиня в составе Вишневской волости Свенцянского уезда Виленской губернии. В описи 1865 года значились как Свейгини, насчитывали 52 ревизских души и входили в состав имения Вишнево Сулистровских.
После Советско-польской войны, завершившейся Рижским договором, в 1921 году Западная Белоруссия отошла к Польской Республике и деревня была включена в состав новообразованной сельской гмины Вишнево Свенцянского повета Виленского воеводства. 1 января 1926 года гмина Вишнево была переведена в состав Вилейского повета.
В 1938 году Свайгини состояли из деревни и застенка, насчитывавших 42 дыма (двора), 209 душ и 1 дым, 9 душ соответственно.
В 1939 году, согласно секретному протоколу, заключённому между СССР и Германией, Западная Белоруссия оказалась в сфере интересов советского государства и её территорию заняли войска Красной армии. Деревня вошла в состав новообразованного Сморгонского района Вилейской области БССР. После реорганизации административного-территориального деления БССР деревня была включена в состав новой Молодечненской области в 1944 году. В 1960 году, ввиду новой организации административно-территориального деления и упразднения Молодечненской области, Свайгини вошли в состав Гродненской области.

## Население
Согласно переписи население деревни в 1999 году насчитывало 62 жителя.

## Транспорт
Через деревню проходит автодорога местного значения Н6734 Славчиненты — Свайгини.
Деревня является конечным пунктом автобусного маршрута Сморгонь — Свайгини.